# Seven Nation Army
«Seven Nation Army» es una canción del dúo estadounidense de rock The White Stripes, siendo la pista de apertura y sencillo principal del cuarto álbum de la banda, Elephant (2003). Fue lanzada en las radios de Estados Unidos el 17 de febrero de 2003, por V2 Records; mundialmente su publicación estuvo a cargo de XL Recordings. Escrita y producida por el guitarrista y vocalista Jack White, la canción consiste de una voz distorsionada, un ritmo de batería simple y un riff de bajo tocado con una guitarra con un cambiador de tono.
Fue lanzado como un sencillo y ganó el premio Grammy a mejor canción rock en el año 2004 y fue también nominada a mejor desempeño de rock por un dúo o grupo con vocalista.
En marzo de 2005, Q Magazine colocó a "Seven Nation Army" en el número 8 de su lista de las 100 mejores canciones de guitarra (Greatest Guitar Tracks).

## Video musical
El video musical, dirigido por Alex Courtes y Martin Fougerol, consiste en una aparente toma continua a través de un túnel negro caleidoscópico, donde aparecen triángulos negros, rojos y blancos, cada uno con una imagen de uno de los integrantes de la banda (Jack White y Meg White). Durante el vídeo aparecen en cierto momento imágenes de esqueletos de soldados romanos avanzando y la cabeza de un elefante (refiriéndose al nombre del álbum), aparece una vez al final. Con el paso de la canción la velocidad de los triángulos sube y baja constantemente.
El video musical ganó el premio a Mejor Montaje en los MTV Video Music Awards de 2003, y fue nominado como Mejor Video de un Grupo, Mejores Efectos Especiales y Mejor Video Rock.

## En la cultura popular
La base de esta canción fue utilizada por la hinchada italiana al proclamarse campeones del mundo de fútbol en 2006, coreando «Siamo campioni del mondo». Entonces se convirtió en un himno para celebrar otras victorias italianas, como la victoria de Valentino Rossi en el Gran Premio de motociclismo de Alemania en 2006. Al poco tiempo, la base se convirtió en un himno para celebrar la victoria en otros muchos deportes y equipos, como Michael Schumacher con Ferrari en el Gran Premio de Francia de 2006. 
Así mismo, el rapero italiano Frankie HI-NRG, utilizó la base de esta canción para realizar una nueva versión de una canción suya Fight da faida.
Además, el riff de la canción se transformó en una pista recurrente para la música electrónica y una base para amateurs en la guitarra eléctrica. La agrupación italiana de música electrónica M@D utilizó la melodía de "Seven Nation Army" para su canción "The concert"
En 2012, Marcus Collins estrena su primer sencillo promocional que es una nueva versión de este tema, mismo pertenece a su primera placa discográfica Marcus Collins.
En el campeonato de Europa de selecciones de fútbol Euro 2012 se usó como canción de celebración tras cada gol.
En la Liga de Campeones de la UEFA 2012-13, los aficionados del club alemán Borussia Dortmund coreaban el ritmo de la canción cada vez que el equipo anotaba goles o terminaba ganando un encuentro.
En 2013, en el campeonato de la NBA los fanes del Miami Heat la usan cuando este equipo entra a la cancha
Como así mismo es coreada en el estadio de los Baltimore Ravens, en su estadio se hizo muy popular, y en el último Super Bowl vs 49's.[cita requerida]
En Brasil donde se jugó la Copa Mundial de Fútbol de 2014, los aficionados alemanes coreaban el ritmo de esa canción en cada victoria del conjunto germano, inclusive también en la final donde la Selección de fútbol de Alemania se proclamó campeona del mundo.
En España y Argentina, la melodía se ha hecho muy popular en los últimos años entre la gente joven y se corea en los finales de fiestas y eventos para alargar la euforia. Por ejemplo, las aficiones del Atlético de Madrid, Unión Deportiva Las Palmas y más recientemente la del Real Sporting de Gijón, la cantan cada vez que el equipo marca gol en sus estadios.  También se hizo presente en las instancias finales de la UEFA Champions League 2013-2014, siendo cantada por los fanes del Real Madrid en la celebración posterior a que ganaran la décima Copa de Europa.
En 2016, mil músicos en Italia tocaron juntos “Seven Nation Army”.
Durante las entradas hacia el ring del boxeador kazajo Gennady Golovkin se toca de fondo esta canción.
En 2016 se utilizó un remix de la canción para el tráiler de presentación del videojuego Battlefield 1 desarrollado por DICE y distribuido por Electronic Arts.
Cada vez que el Bayern Múnich anota un gol en su estadio se escucha esta canción.
En la Copa Mundial de la FIFA Rusia 2018 esta canción sonó en los altavoces y además fue coreada por los fanáticos al momento de la salida de los equipos al terreno de juego.
En la Copa Mundial de la FIFA Sub-20 Argentina 2023 esta canción sonó en los altavoces en la fiesta inaugural antes del partido de Argentina vs Uzbekistán .

## Posicionamiento en listas

### Listas semanales
| Listas (2003–14)                        | Mejor posición |
| --------------------------------------- | -------------- |
| Australian ARIA Charts                  | 1              |
| Seven Nation Army                       | 1              |
| Dutch Mega Top 50                       | 2              |
| Francia (SNEP)                          | 48             |
| German Singles Chart                    | 4              |
| Irish Singles Chart                     | 2              |
| Italian Singles Chart                   | 3              |
| UK Singles Chart                        | 7              |
| US Billboard Hot 100                    | 76             |
| US Billboard Modern Rock Tracks         | 1              |
| US Billboard Hot Mainstream Rock Tracks | 12             |

### Posición fin de año
| Listas (2008)        | Mejor posición |
| -------------------- | -------------- |
| German Singles Chart | 57             |

### Certificaciones
| País     | Certificaciones (ventas) |
| -------- | ------------------------ |
| Alemania | Oro                      |